# Kita (Tokyo)
Kita (北区?, Kita-ku, "Quartiere settentrionale") è uno dei 23 quartieri speciali di Tokyo, Giappone.

## Geografia
Kita-ku è il più settentrionale di tutti i quartieri di Tokyo e perciò il suo nome significa appunto "distretto settentrionale della città". Si estende per circa tre chilometri da est a ovest e nove chilometri da nord a sud, con una superficie di 20,59 km², rappresenta lo 0,94% della superficie totale di Tokyo, questo lo pone all'11º posto tra i 23 quartieri di Tokyo ed è quindi uno dei quartieri più piccoli della capitale.
Confina a nord con le città di Kawaguchi e Toda nella prefettura di Saitama, a est con i quartieri Adachi e Arakawa, a ovest con il quartiere Itabashi e a sud con i quartieri Bunkyō e Toshima.
È attraversato da quattro fiumi l'Arakawa, il Sumida, lo Shakujii e lo Shingashi.
La città ha il più alto numero di stazioni JR (10) dei 23 quartieri, e la maggior parte delle aree residenziali del quartiere sono raggiungibili a piedi da una stazione. In particolare, la stazione di Akabane, situata nella parte settentrionale del quartiere, è un nodo di trasporto con quattro linee JR.

## Storia
L'area era formata da diversi villaggi rurali e città fino al 1880, quando fu collegata tramite ferrovia al centro di Tokyo (la stazione di Ōji fu aperta nel 1883).
Il 1 ottobre 1932 le città di Iwafuchi, Oji e Takinogawa a Kitatoshima-gun, Prefettura di Tokyo, vengono incorporate nella città di Tokyo. Le città di Iwafuchi e Oji diventano l'ex quartiere di Oji e la città di Takinogawa diventa l'ex quartiere di Takinogawa.
Il 1 luglio 1943 Oji e Takinogawa diventano quartieri di Tokyo quando viene istituito il governo metropolitano di Tokyo.
Il 15 marzo 1947 i quartieri di Oji e Takinogawa si fondono per formare il quartiere di Kita.

## Distretti
Area di Akabane-Iwabuchi
- Akabane
- Akabanedai
- Akabanekita
- Akabaneminami
- Akabanenishi
- Iwabuchimachi
- Kamiya
- Kirigaoka
- Nishigaoka
- Shimo
- Ukima

Area di Ōji
- Higashijūjō
- Horifune
- Jūjōdai
- Jūjōnakahara
- Kamijūjō
- Kishimachi
- Nakajūjō
- Ōji
- Ōjihonmachi
- Toshima

Area di Takinogawa
- Higashitabata
- Kaminakazato
- Nakazato
- Nishigahara
- Sakaemachi
- Showachō
- Tabata
- Tabatashin-machi
- Takinogawa

## Città gemellate
- Distretto di Xicheng, Pechino, Cina
- Sakata, prefettura di Yamagata
- Kanra, distretto di Kanra, prefettura di Gunma
- Nakanojō, distretto di Agatsuma, prefettura di Gunma

## Trasporti

### Ferrovia
- JR East
  - Linea Utsunomiya / Linea Takasaki
    - Stazione di Oku - Stazione di Akabane

  - Linea Shōnan-Shinjuku
    - Stazione di Akabane

  - Linea Saikyō (Linea Akabane)
    - Stazione di Itabashi - Stazione di Jūjō - Stazione di Akabane - Stazione di Kita-Akabane - Stazione di Ukima-Funado

  - Linea Keihin-Tōhoku
    - Stazione di Tabata - Stazione di Kami-Nakazato - Stazione di Ōji - Stazione di Higashi-Jūjō - Stazione di Akabane

  - Linea Yamanote
    - Stazione di Tabata - Stazione di Komagome (sebbene si trovi nel quartiere Toshima, l'estremità più orientale della piattaforma della linea Yamanote si trova a Nakazato, nel quartiere Kita)
- JRUfficio metropolitano del trasporto di Tokyo
  - Tranvia Toden Arakawa (tram Tokyo Sakura)
    - Fermata Nishigahara 4-chome - Fermata Takinogawa 1-chome - Fermata Asukayama - Fermata Oji Ekimae - Fermata Sakaemachi - Fermata Kajiwara
- Metropolitana di Tokyo
  - Linea Namboku
  - Stazione di Nishigahara - Stazione di Ōji - Stazione di Ōji-Kamiya - Stazione di Shimo - Stazione Akabane-Iwabuchi
- Saitama Railway Corporation
  - Ferrovia Rapida di Saitama
    - Stazione di Akabane-Iwabuchi
- Anche la linea Mita della metropolitana di Tokyo e la linea Nippori-Toneri passano per il quartiere, ma non ci sono fermate su nessuna delle due.

## Strade
- Shuto Expressway: Linea circolare centrale C2
- Strada Nazionale 17 (Nakasendō)

## Opere ambientate a Kita
- Weathering with You - L'eroina del film, Hina Amano, vive con il fratello (Nagi) in un appartamento in collina nei pressi della stazione JR Tabata. In particolare, la salita che inizia all'uscita sud della stazione di Tabata è lo scenario di una scena importante del film.